# Phlox woodhousei
Phlox woodhousei là một loài thực vật có hoa trong họ Polemoniaceae. Loài này được (A. Gray) E.E. Nelson miêu tả khoa học đầu tiên năm 1899.